# Freigut (Rechtsgeschichte)
Der rechtsgeschichtliche Begriff des Freiguts (mittelhochdeutsch vrîguot, mittelniederdeutsch vrîgôt, mittellateinisch bonum liberum oder bonum francum) wird in den Quellen sehr unterschiedlich verwendet und ist daher „ein unscharfer und schillernder Begriff“. In der Regel wird hierunter ein von allen oder von bestimmten Abgaben und Lasten befreites oder sonst wie privilegiertes Landgut verstanden.

## Das Freigut als privilegiertes Landgut
In Ost- und Westfalen unterstanden die Besitzer eines Freigutes dem Freiding (der Feme) des Grafen, wogegen von anderen Gütern aus das Gogericht aufgesucht werden musste. In gewissen sonstigen Gegenden war ein Freigut hingegen ein Landgut, das der Gerichtsbarkeit des Grafen oder Vogtes entzogen war. Die Inhaber von Freigütern brauchten keine Frondienste zu leisten und keinen Zins zu entrichten; im Gegenzug waren sie zu Reiterdiensten verpflichtet. Ursprünglich konnten nur Freie Inhaber eines Freigutes sein, wobei der Begriff des Freien in der Wissenschaft umstritten ist. Hatte ein solcher Inhaber keinen männlichen Erben, fiel es an den Freigrafen.
Vornehmlich in Nord- und Ostdeutschland verstand man unter Freigütern solche Ritterlehen, die im Interesse der Landesverteidigung errichtet wurden. Auch diese waren von Beden und Zins befreit.
Im Zusammenhang mit der deutschen Ostkolonisation der östlichen Gebiete des Heiligen Römischen Reiches werden auch solche Ländereien Freigut genannt, die den Siedlern zu besonders günstigen Bedingungen überlassen wurden.

## Andere Bedeutungen
Gelegentlich bezeichnete der Begriff Freigut ein zur freien Verfügung stehendes Gut, ein Freiteil. Dieses konnte das Einhandsgut eines Ehegatten sein, das nicht in die eheliche Gütergemeinschaft fiel.
Freigut wurden auch zum Verkauf stehende Liegenschaften genannt, auf denen keine Rechte Dritter lagen.
Unklar ist, ob Freigut auch gleichbedeutend mit Allod sein konnte, also das in vollem Eigentum stehende Gut, speziell das Familienerbe.